# 世界の七不思議

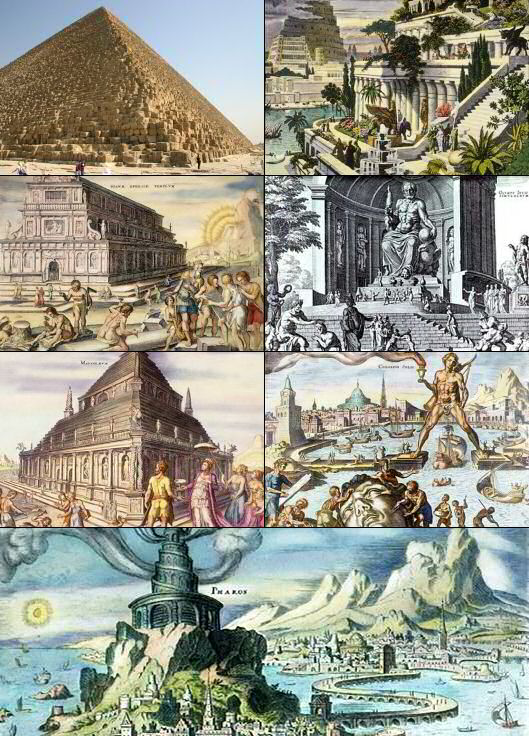
古典古代における世界の七不思議

世界の七不思議（せかいのななふしぎ）とは、7つの建造物のことである。現在、一般的には、古代世界の七不思議として伝承されてきた、ギザの大ピラミッド、バビロンの空中庭園、エフェソスのアルテミス神殿、オリンピアのゼウス像、ハリカルナッソスのマウソロス霊廟、ロドス島の巨像、アレクサンドリアの大灯台の7つを指す。

## 「不思議」の由来
ビザンチウムのフィロンの書にいう「θαύματα」（Theamata） とは、ギリシア語で「眺めるべきもの」といった意味である。これが、ラテン語の「Septem Miracula」（驚異、奇跡）を経て、英語の「Seven Wonders of the World」となった。英訳の「wonder(s)」は、「驚かせるもの」「賞賛すべきもの」（something that fills with surprise and admiration）という意味であると説明される。
なお、神秘主義者の中には、これら建造物が超文明によって建設されたかのように考えるケースもあり、オカルト関係の書籍においても、後世の迷信を含む説明が掲載されている（オーパーツ）。しかし、こういった巨大建造物の建設が、多くの場合においては国家事業として、現代では想像し難いほどに長い期間を掛けて成されていた面もあり、また文明は一様に進歩している訳でもなく情報の散逸や技術の遺失といった問題を含んでいて、後世の者がその建築技術の高さに驚嘆したとしても、必ずしも超古代文明の存在の証明にはならない。「世界の七不思議」という不適切な和訳をされたせいで、現代ではオカルトブームなどと結びついて、「当時の土木技術のレベルを超越している」、「物理的に可能とは思えない」といった意味で解釈されることがある。それがゆえに、七不思議の実像が誤解されることもある（「空中」庭園など）。

## 古典古代における世界の七不思議

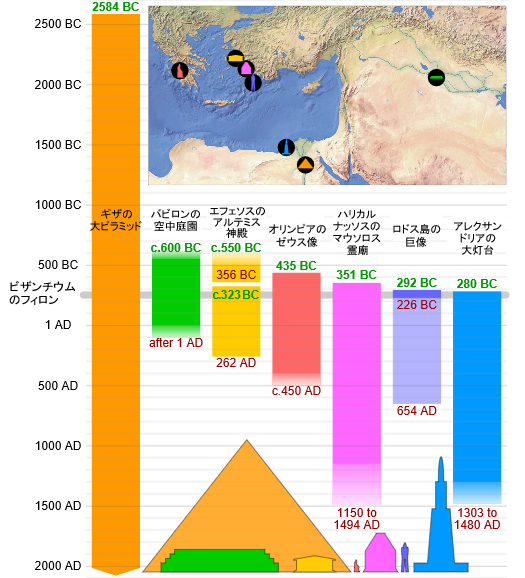
世界の七不思議に関連する年表と地図

一般的に挙げられる七不思議は以下の7つである。
- ギザの大ピラミッド
- バビロンの空中庭園
- エフェソスのアルテミス神殿
- オリンピアのゼウス像
- ハリカルナッソスのマウソロス霊廟
- ロドス島の巨像
- アレクサンドリアの大灯台

この内「アレクサンドリアの大灯台」は、実際にはフィロンの選んだ7つには含まれていない。これは、フィロンが自分の国の不思議は入れないことに決めていたためで、フィロンが選んだのは「バビロンの城壁」であった。バビロンの空中庭園とバビロンの城壁が誤って同一視された結果、「アレクサンドリアの大灯台」が導入されたとされる。
現存する2番目に古いリストであるシドンのアンティパトロスの記述では、当時既に損壊が進んでいたと見られるバビロンの城壁が除かれ、新しく建設された大灯台が選ばれている。
これらのほとんどは地震や破壊などで消滅してしまい、「ギザの大ピラミッド」のみが現存する唯一の建物になっている。また、「マウソロス霊廟」や「エフェソスのアルテミス神殿」のように遺構や遺跡がわずかに残っている例もあれば、「バビロンの空中庭園」や「ロドス島の巨像」のように完全に破壊されて痕跡も残っていない例もある。
この他、ローマの大プリニウス（ピラミッドやスフィンクス、アレクサンドリアの大灯台、エフェソスのアルテミス神殿、エジプト・クレタ島・リムノス島などの迷宮、キュジコスの神殿や競技場、テーベ、パクス神殿や競技場・劇場・水道橋などのローマの建築物）など、さまざまな学者・歴史家・詩人が七不思議を選定している。

## 中世の七不思議
時代の変遷とともに、ヨーロッパ人の地理的知識が広がり、七不思議として世界中の建造物が選ばれるようになった。選者・年代ともに不明（14世紀以降と見られる）ながら、次の7つが一般に挙げられる。
- ローマのコロッセウム
- アレクサンドリアのカタコンベ
- 万里の長城
- ストーンヘンジ
- ピサの斜塔
- 南京の大報恩寺瑠璃塔（陶塔。中文）
- イスタンブールの聖ソフィア大聖堂

南京の陶塔以外は現存する。

## 現代の「世界の七不思議」
現代においても、さまざまな「七不思議」が選定されている。スイスの「新世界七不思議財団」は、2007年7月7日に新・世界七不思議を決定しようと世界中からの投票を呼びかけていた。最終候補として挙げられた21の候補地から次の7つが選ばれ、ポルトガルの首都リスボンで開かれた式典で発表された。また現代版の七不思議は、新・世界七不思議と同じである。中世版とは万里の長城、コロッセウムが重なっている。大ピラミッドは、現存する唯一の世界七不思議である。 2007年の新・世界七不思議選出の際、ギザの大ピラミッドは名誉称号を獲得している。
- 中国の万里の長城
- インドの廟堂タージ・マハル
- イタリア・ローマの古代競技場コロッセオ
- ヨルダンの古代都市遺跡群ペトラ
- ブラジル・リオ・デ・ジャネイロのコルコバードのキリスト像
- ペルーのインカ帝国遺跡マチュ・ピチュ
- メキシコのマヤ遺跡チチェン・イッツァ
- ギーザのピラミッド(名誉候補)

### 世界の自然七不思議
世界の自然七不思議（あるいは世界の七大自然の驚異）についても他と同様に意見の一致はみていない。現在存在する多くの一覧のうちの一つはCNNによってまとめられたものである。
- グランド・キャニオン
- グレート・バリア・リーフ
- リオデジャネイロの港
- エベレスト
- オーロラ
- パリクティン火山
- ヴィクトリアの滝

### コットレルによる世界七不思議
レナード・コットレル#世界の七不思議を参照のこと。

### 世界の都市七不思議
スイスの映画監督・探検家のバーナード・ウェーバーにより、2011年のアンケートにより200か国、1200都市の中から7都市に決定した。
- ベイルート（レバノン）
- ドーハ（カタール）
- ダーバン（南アフリカ共和国）
- ハバナ（キューバ）
- クアラルンプール（マレーシア）
- ラパス（ボリビア）
- ビガン（フィリピン）

## 関連する作品
- ドキュメンタリー『失われた世界の謎/世界の七不思議』（ヒストリーチャンネル） - 前編・後編で構成。